# Riserva della biosfera di Tehuacán-Cuicatlán
La riserva della biosfera di Tehuacán-Cuicatlán è un'area naturale protetta situata nel sud-est del Messico. Il suo nome deriva dalle sue due località principali: Cuicatlán e Tehuacán. Copre 490.186 ettari distribuiti tra 21 comuni negli stati di Puebla e Oaxaca.
Il 2 luglio 2018 il sito è stato inserito nell'elenco del patrimonio dell'umanità dell'UNESCO.

## Ubicazione
L'area appartiene e si trova nelle montagne della Sierra Madre del Sur. È caratterizzata dal terreno accidentato, tra catene montuose che non superano i tremila metri sul livello del mare intorno alle ampie valli di Tehuacán e Zapotitlán e il Glen di Cuicatlán. La quasi totalità della riserva fa parte del bacino superiore del fiume Papaloapan, uno dei più grandi fiumi del Messico, anche se in questa zona l'umidità non è sufficiente a formare grandi corsi d'acqua. Il Papaloapan riceve le acque da numerosi torrenti che hanno origine nelle montagne della Sierra di Tehuacán e della Sierra Mixteca, tra cui Tehuacán, e dei fiumi Calapa e Zapotitlán.
Il clima della regione è caldo semi-secco e caldo semi-tropicale nella regione del Glen Cuicatec con piogge moderate e scarse in estate. Nelle parti alte delle montagne è comune vedere che sono sormontate da una fitta nebbia che raramente arriva a condensare sotto forma di una pioggerellina modesta.
L'importanza di Tehuacán-Cuicatlán risiede nella grande diversità floristica della zona. Contrariamente alla credenza popolare, le regioni tropicali secche, che abbondano nel sud-est del Messico, non sono povere di biodiversità. Alcuni studi, come quelli di Rzedowski nel 1973 e 1978, hanno portato alla concettualizzazione dell'area come Provincia Floristica, appartenente alla Regione Fitogeografica xerofitica messicana. Nel 1965, Smith aveva suggerito che un terzo delle specie vegetali che popolano la superficie di Tehuacán-Cuicatlán fossero endemismi. La flora predominante in questa Riserva della biosfera è la xerófita, che comprende più di un terzo delle specie rilevate nel luogo. Segue la foresta decidua che corrisponde a un quarto, e la foresta temperata. Ha importanza in presenza di una delle poche aree di foresta pluviale che si trovano in Messico.

## Caratteristiche ecologiche
La riserva della biosfera è delimitata a ovest dalla Sierra Mixteca e a est da tre catene montuose: la Sierra Zongolica a nord, la Sierra Mazateca al centro e la Sierra di Juarez a sud. Le catene montuose più importanti sono la Sierra Zongolica e la Sierra Mazateca, la quale si caratterizza per la sua topografia carsica, tagliata da profondi canyon.
Una delle caratteristiche ecologiche più importanti della valle di Tehuacán-Cuicatlán è la sua foresta di cactus colonnari, una delle più alte concentrazioni di queste piante al mondo. Quarantacinque delle settanta specie segnalate in Messico si trovano in questa parte centrale del paese. Queste specie sono la componente dominante in un totale di nove comunità vegetali che sono per lo più endemiche di Tehuacán-Cuicatlán. L'area contiene anche cespugli xerici, foreste tropicali decidue, pinete, quercete e foreste pluviali.
Tra i vertebrati, la riserva della biosfera ha 18 specie di pesci e 27 di anfibi, un'elevata diversità rispetto ai deserti del Nord America e dell'Australia. Ha anche 85 specie di rettili, di cui 20 endemiche e 338 specie di uccelli, di cui 16 endemiche.
A causa delle sue specie endemiche, delle specie in via di estinzione e delle sue rare specie floristiche, il sito è un hotspot di biodiversità mondiale dell'IUCN.

## Galleria d'immagini

Flora nella Riserva della biosfera di Tehuacán-Cuicatlán
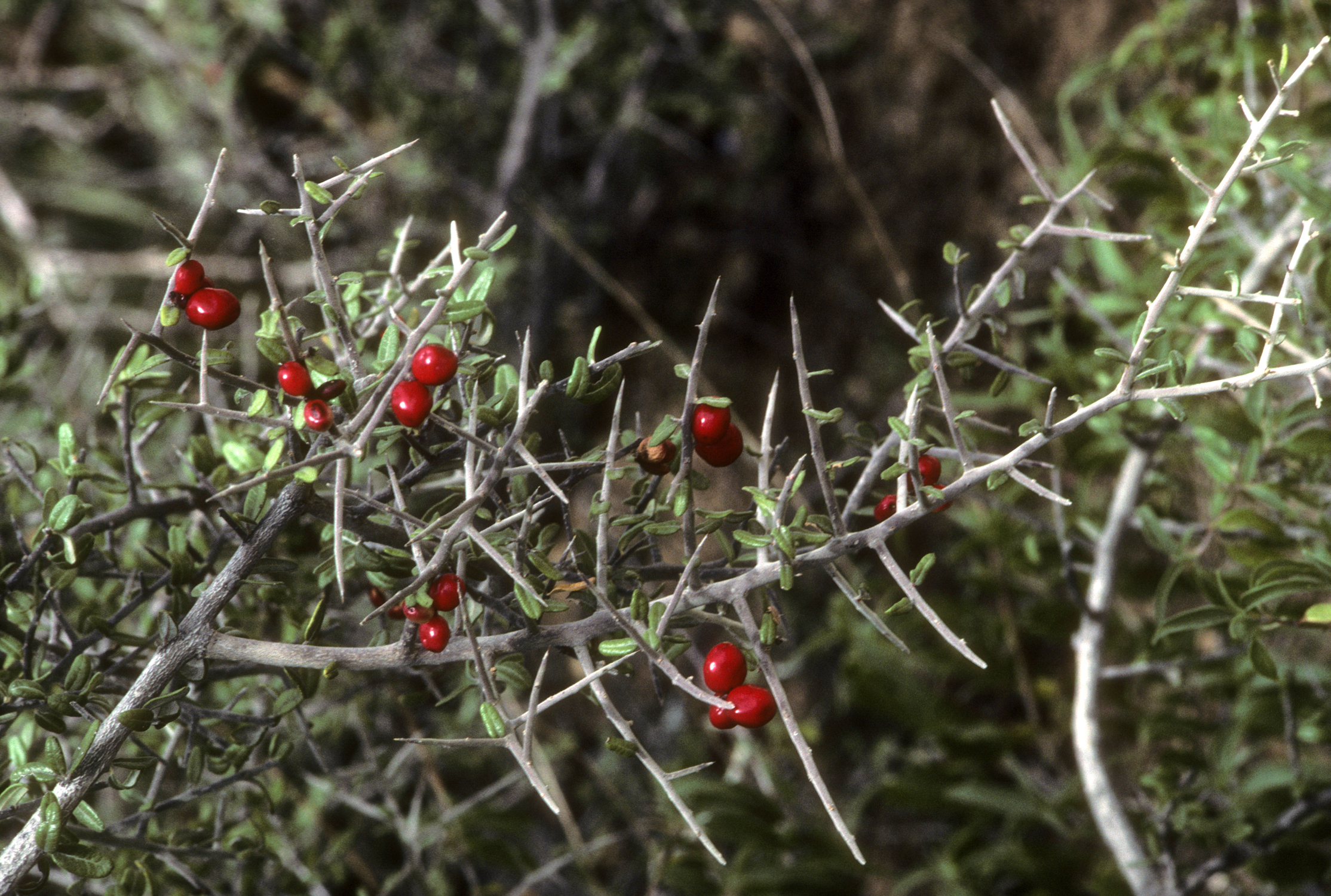
Castela Tortuosa
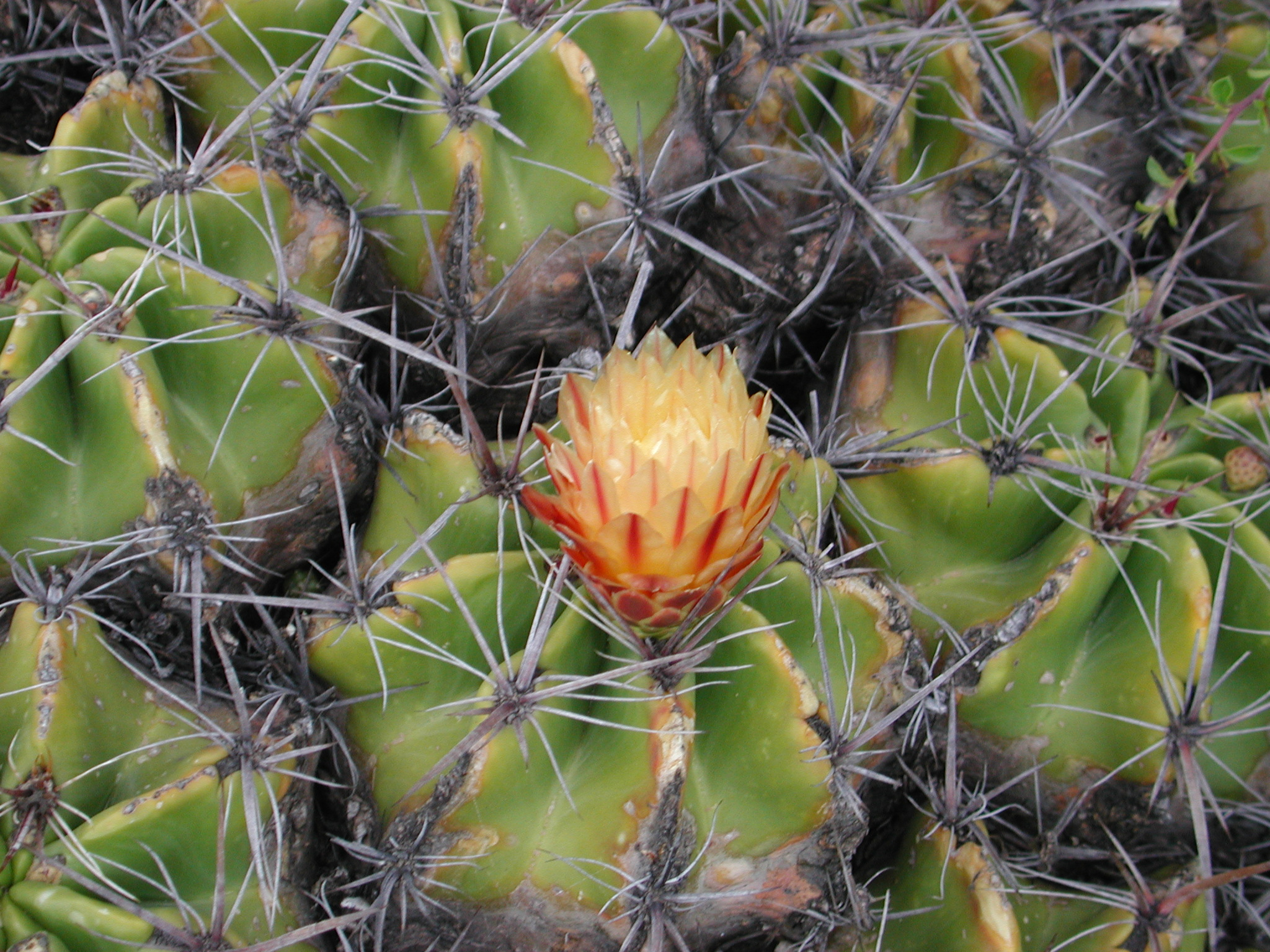
Ferocactus robustus
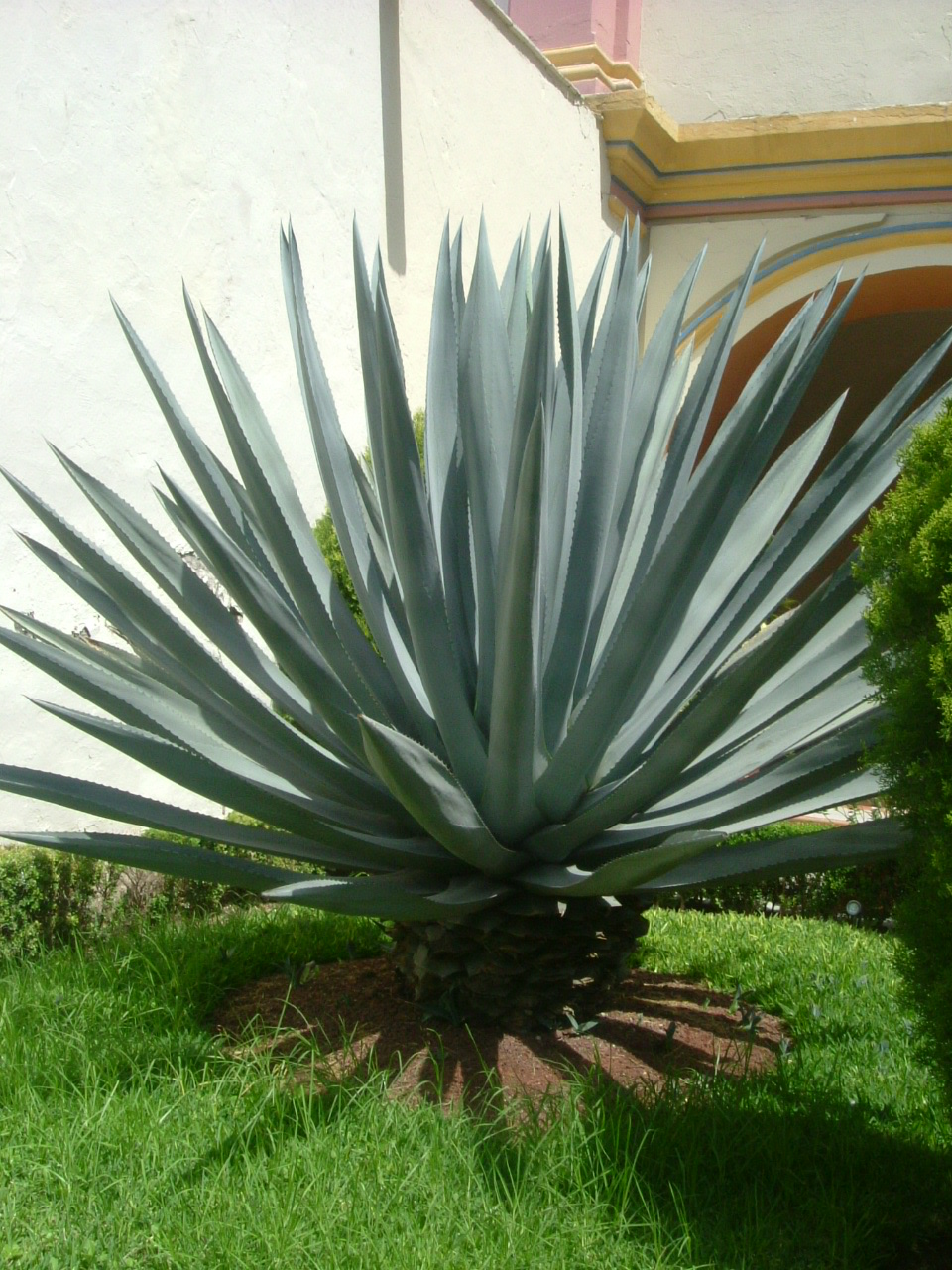
Agave sp.
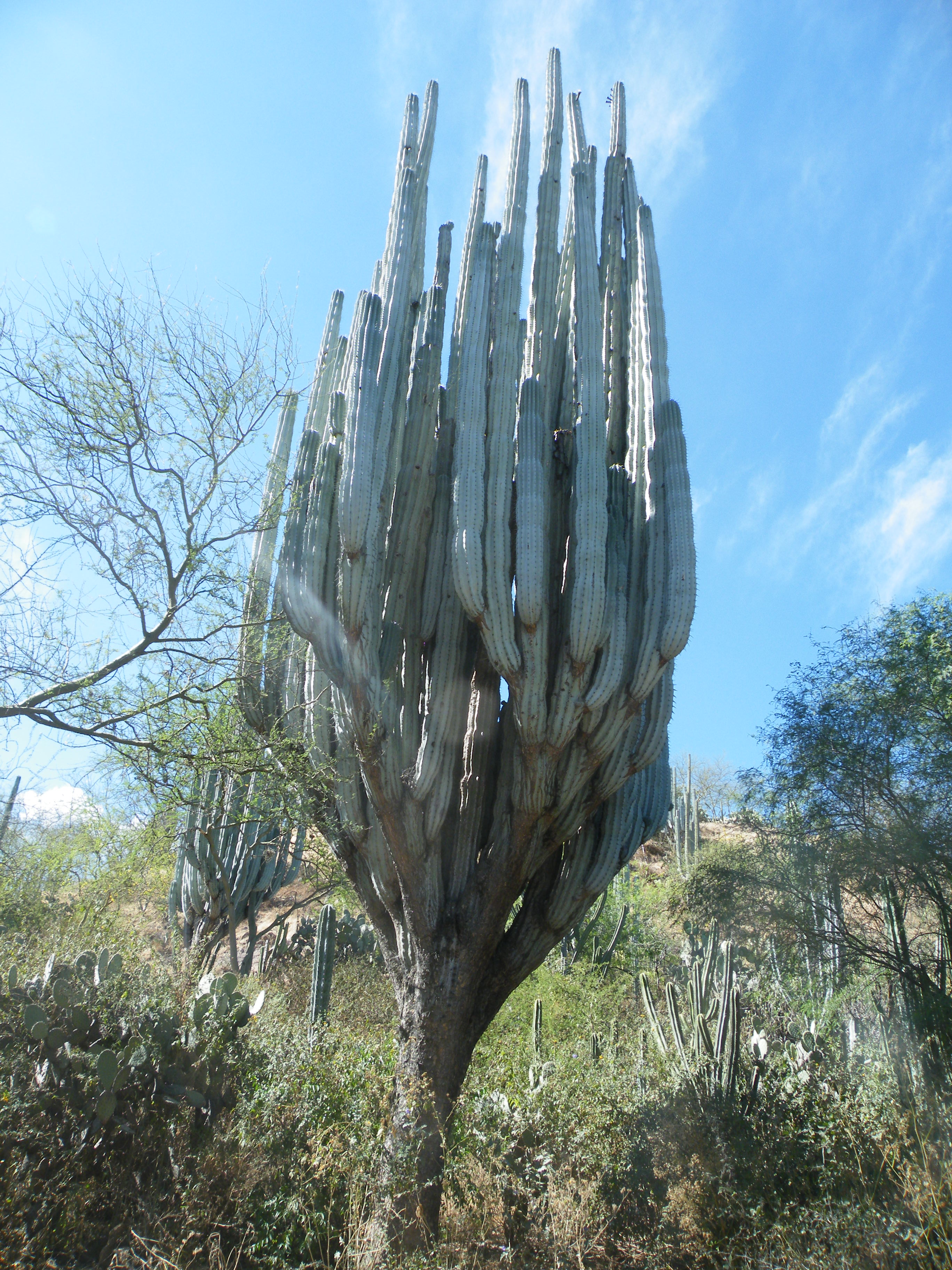
Pachycereus weberi
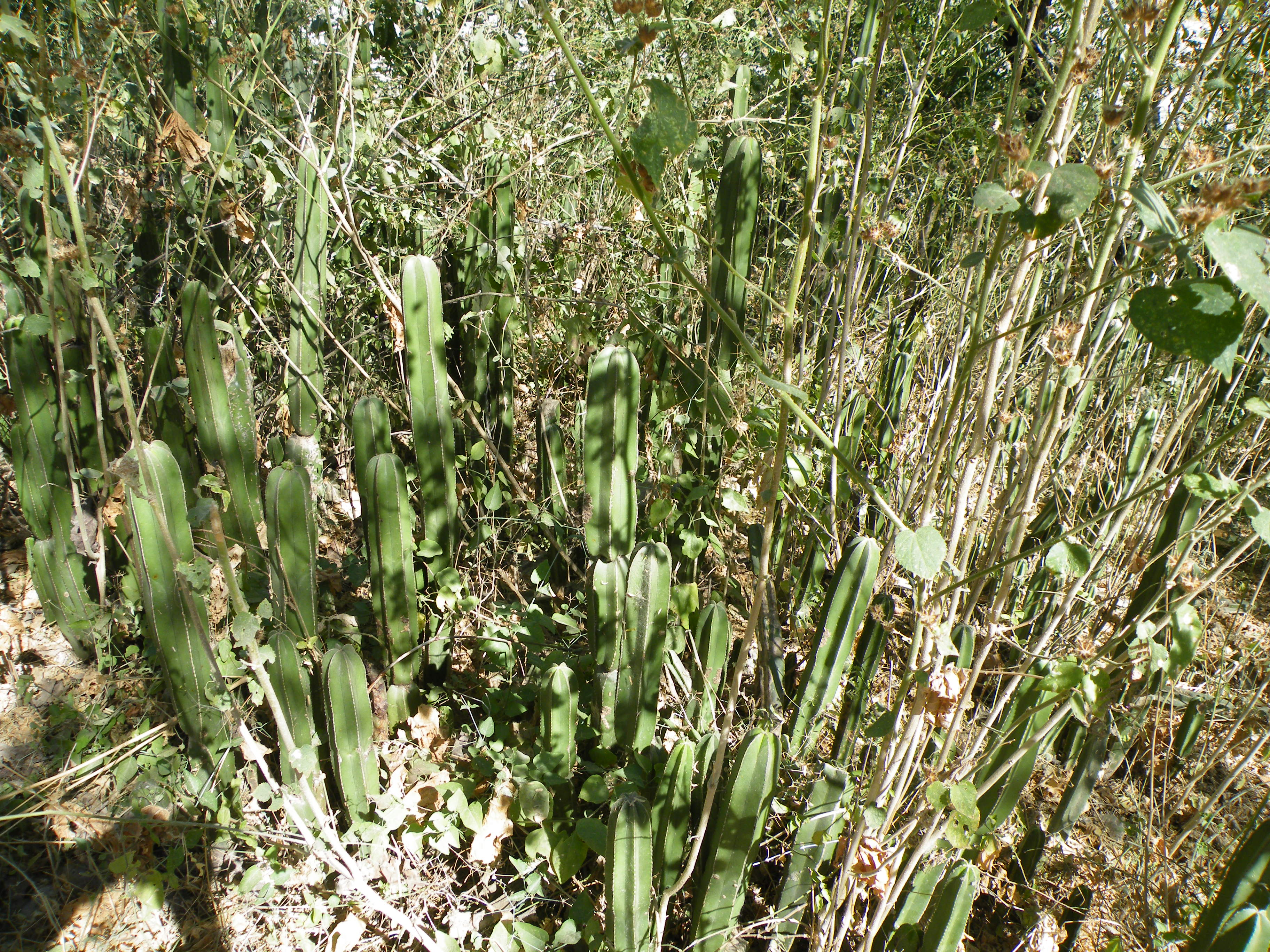
Pachycereus marginatus
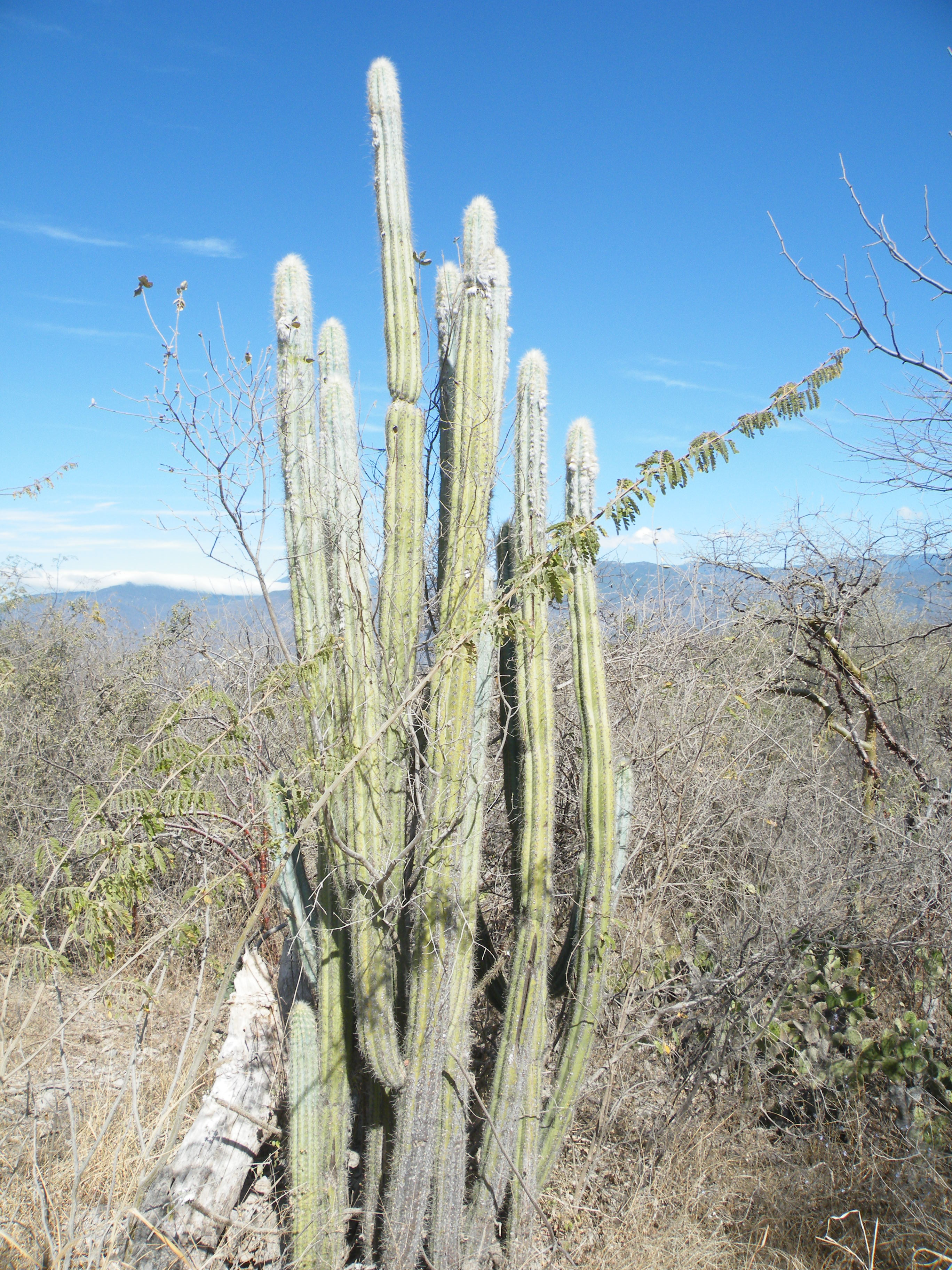
Pilosocereus quadricentralis
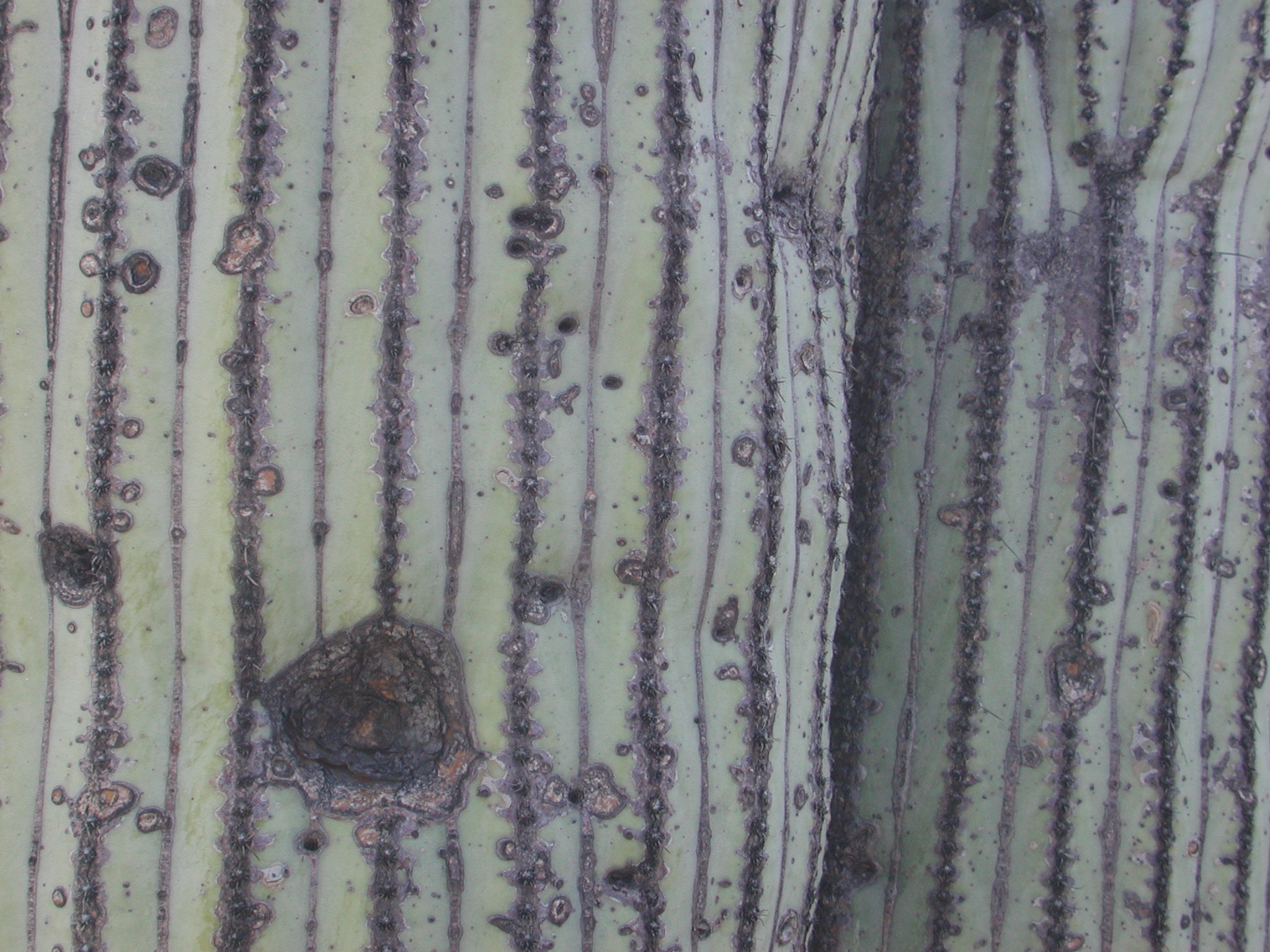
Cephalocereus columna-trajani
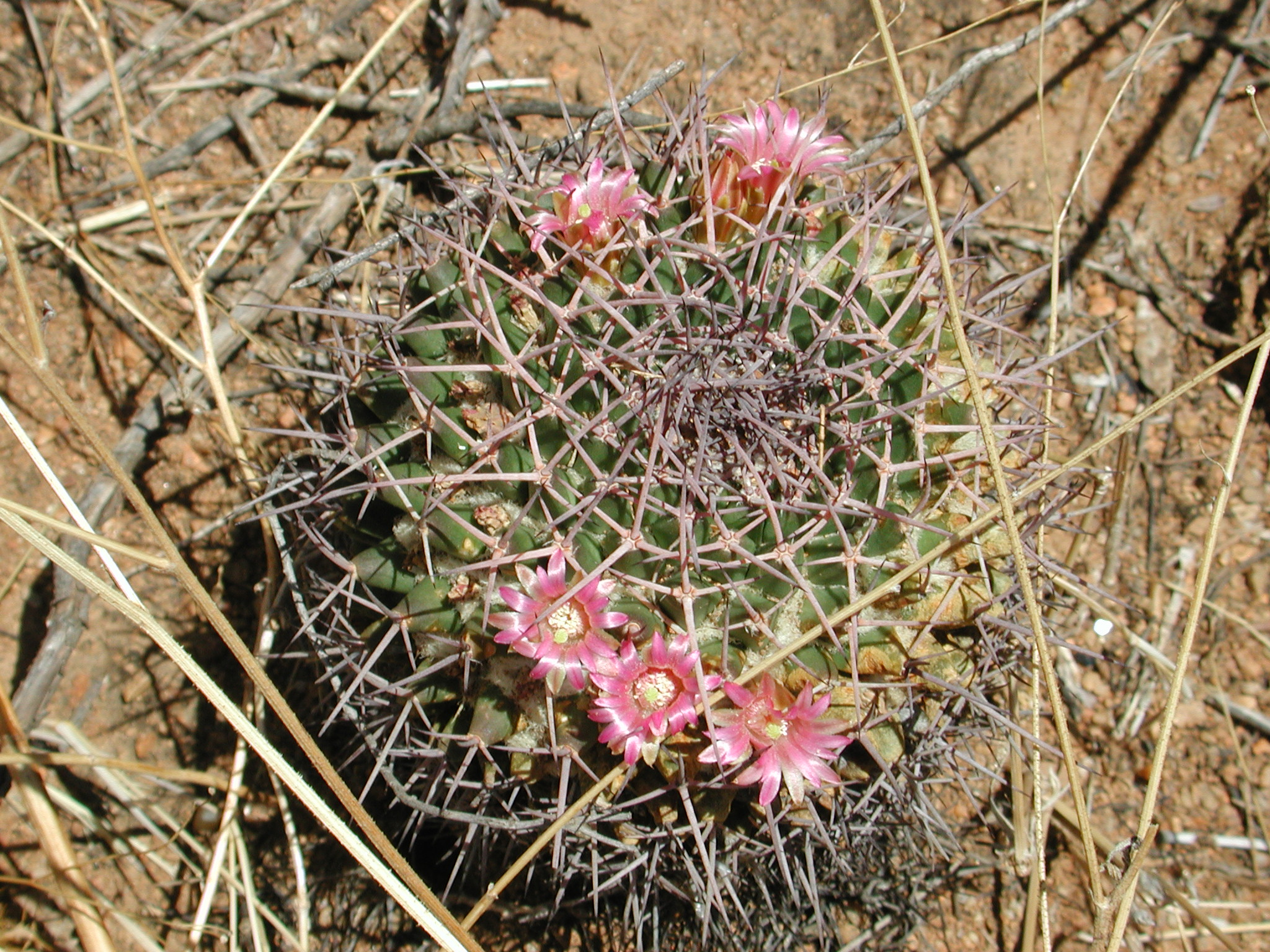
Mammillaria carnea
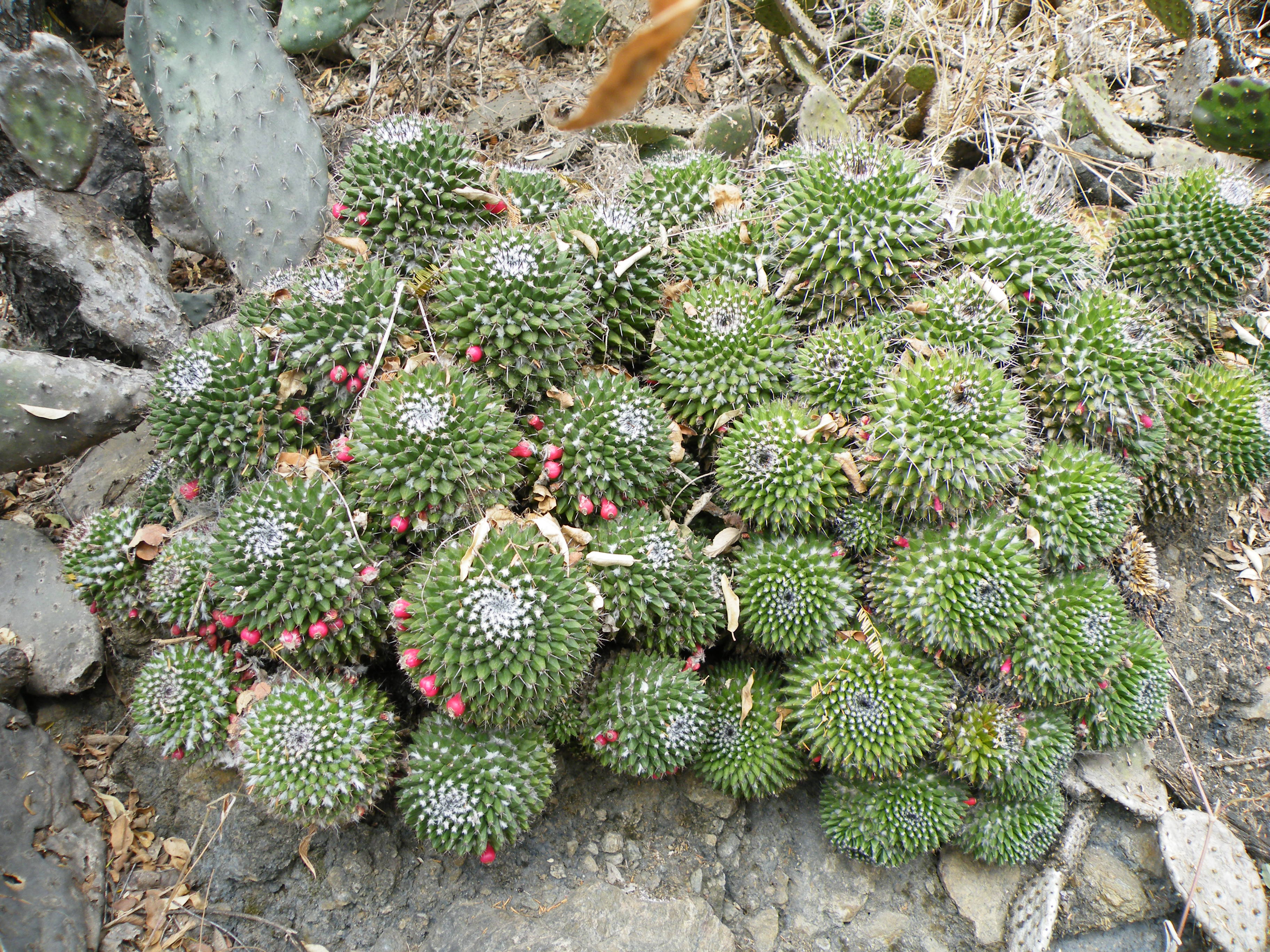
Mammillaria polyedra
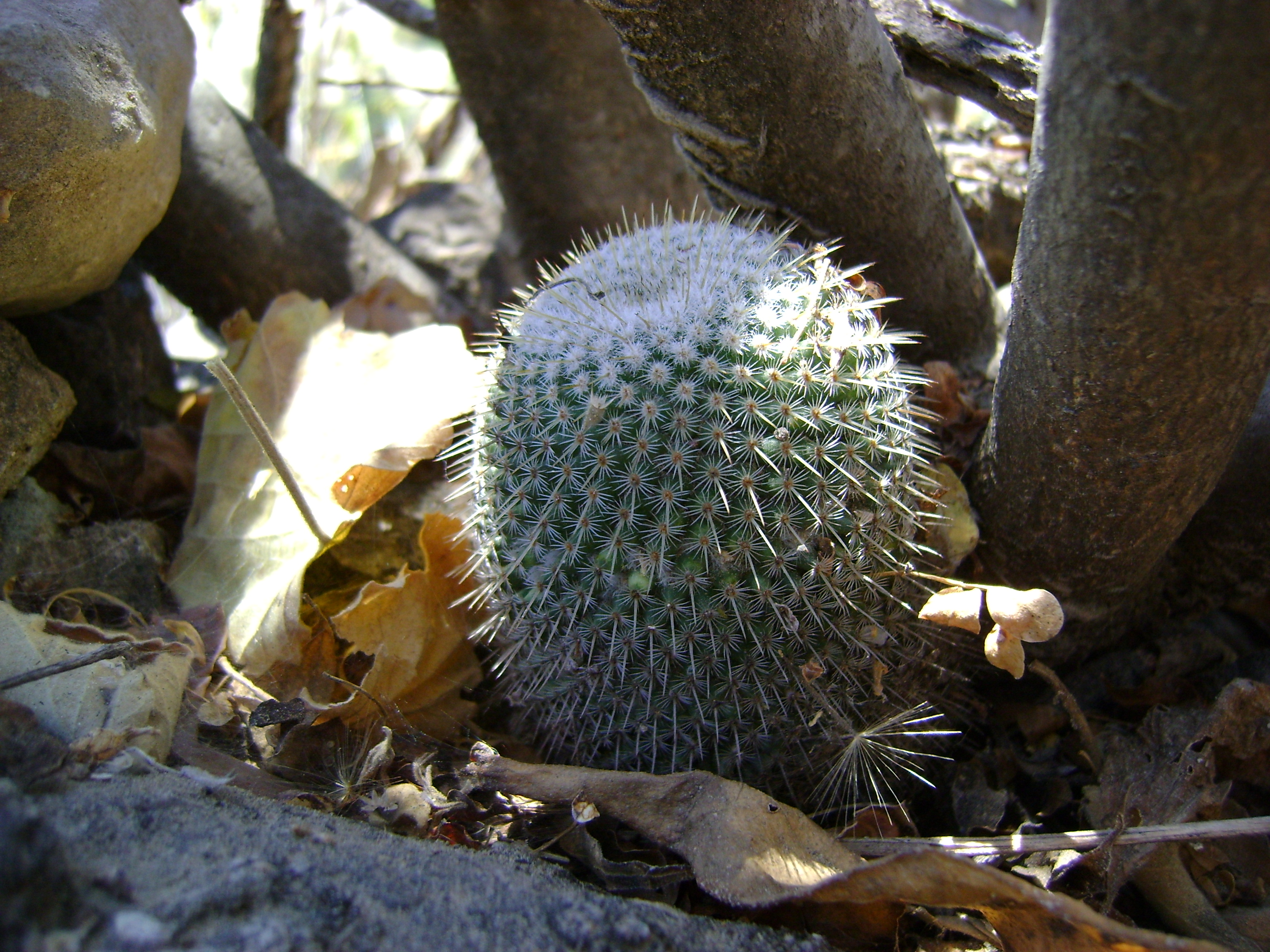
Mammillaria supertexta
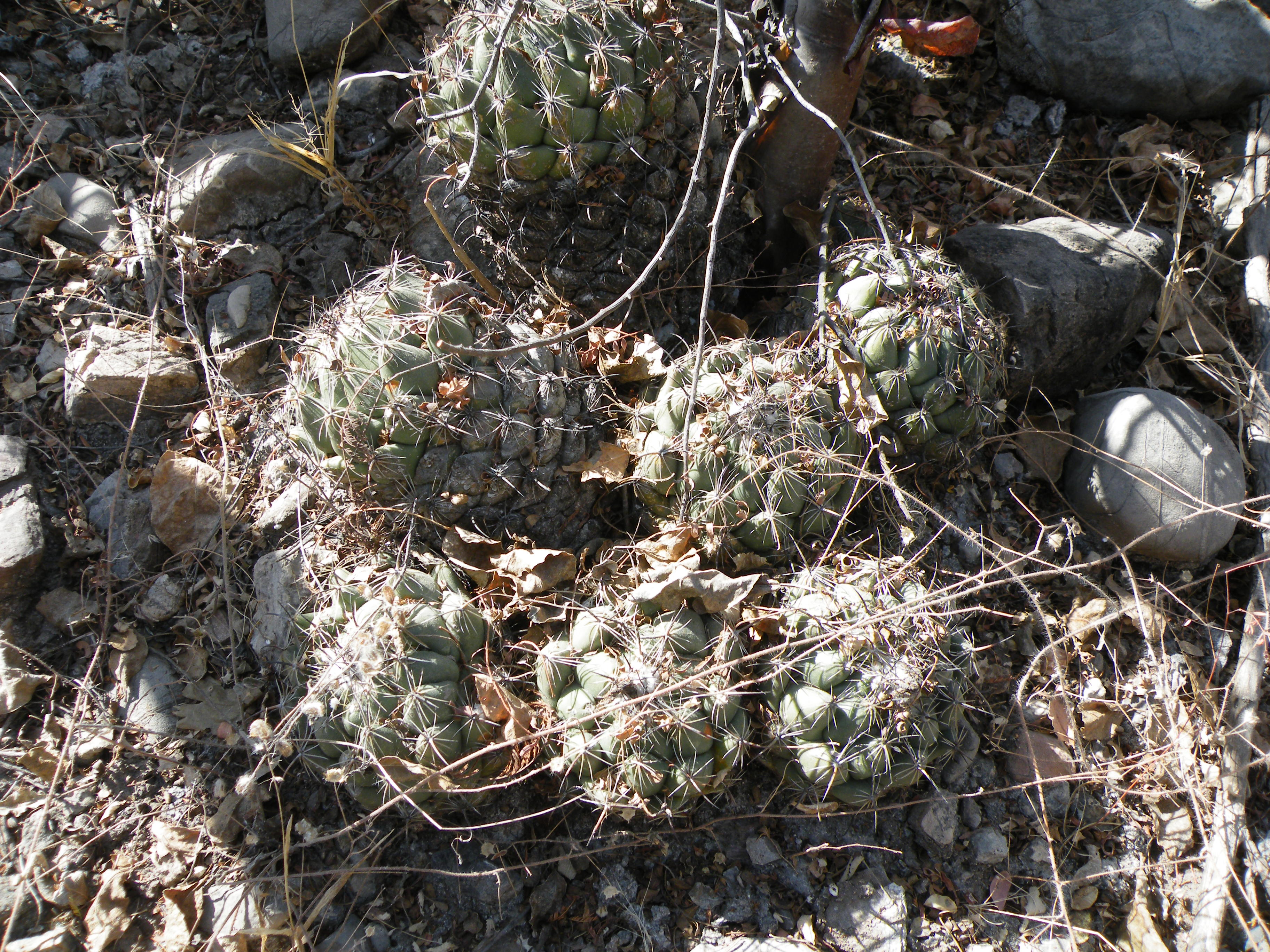
Coryphantha calipensis
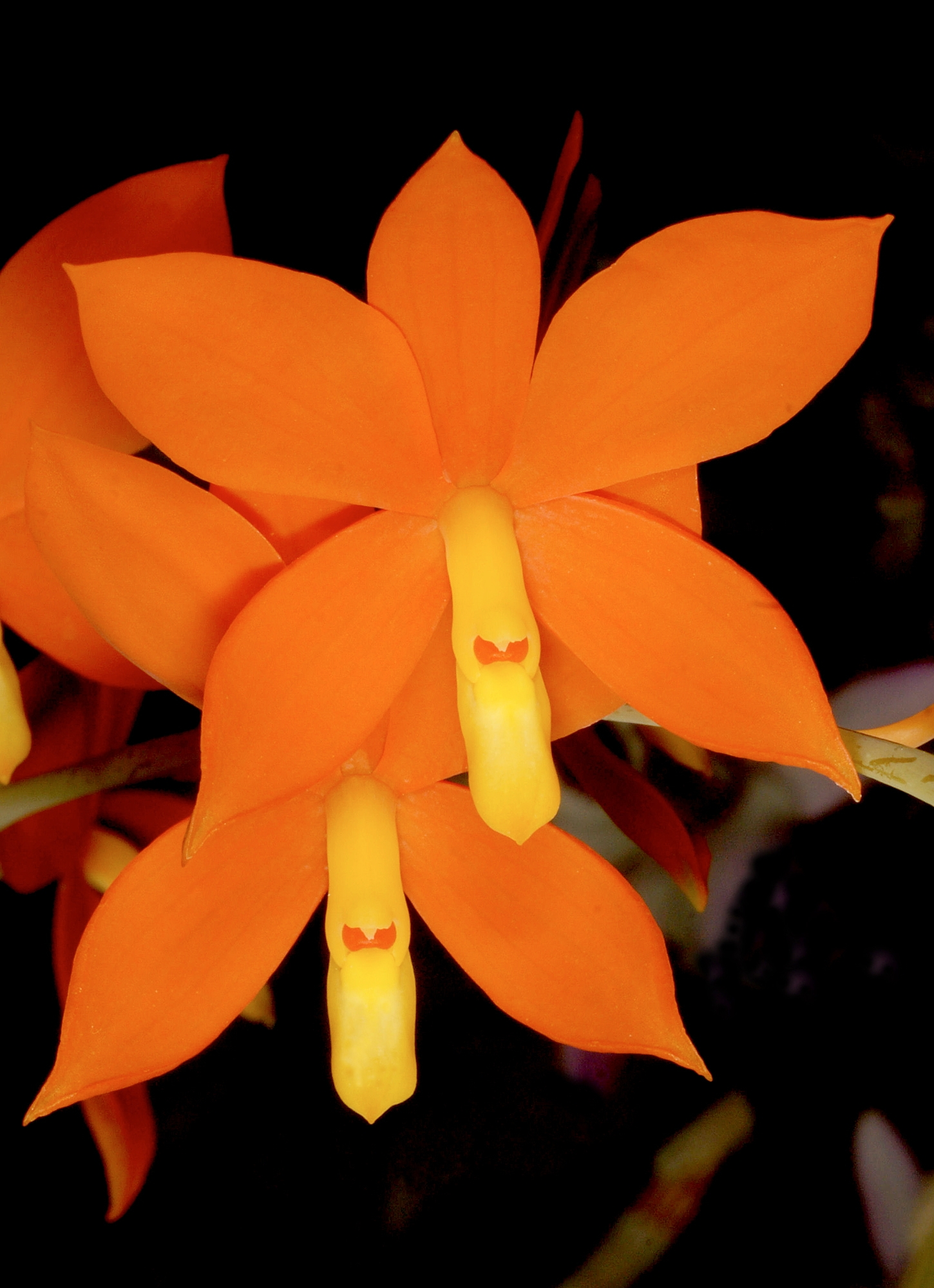
Protesi vitellina
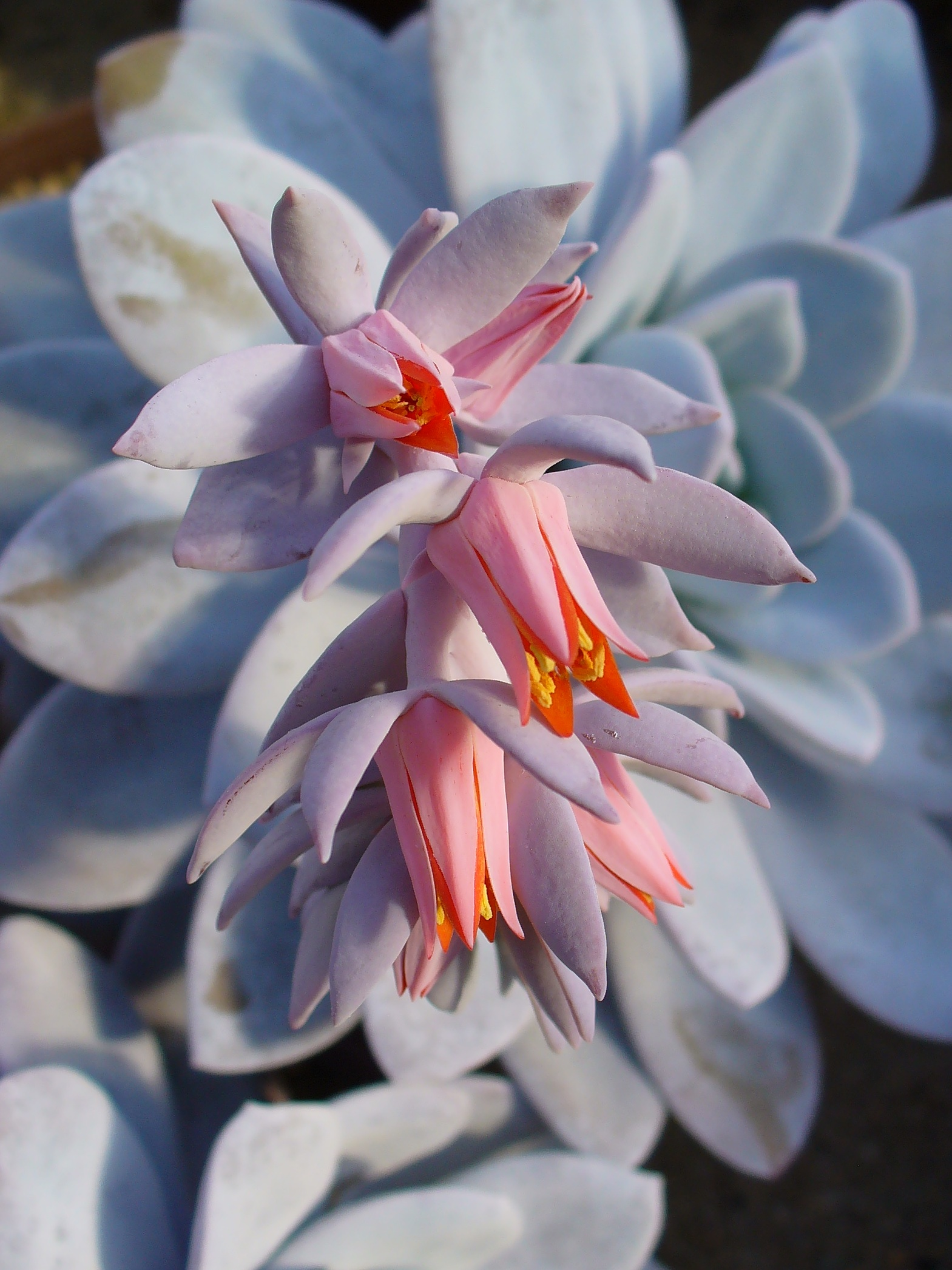
Echeveria laui